# Botão de pressão
Botão de pressão é um dispositivo utilizado para controlar um processo. Os botões eléctricos são mais comuns devido à sua larga aplicação. Ao acto de usar um botão dá-se o nome de carregar, pressionar, premir, ligar ou desligar.

## Funcionamento
O botão de pressão eléctrico tem o mesmo funcionamento eléctrico que o interruptor eléctrico, fechando ou abrindo o circuito eléctrico; a principal distinção entre os dois é a de que a força para acionar um botão é sempre exercida no mesmo sentido enquanto que a força para acionar um interruptor varia em função do estado actual e do estado pretendido.
O botão mecânico também segue esta definição, distinguindo-se assim de outros mecanismos de actuação como por exemplo a manivela e a alavanca, mesmo quanto estes têm a mesma finalidade prática.
Muitas vezes o botão de pressão inclui um mecanismo para que volte ao estado de repouso quando a força de actuação seja removida. Este tipo de botão, quando no seu estado de repouso, pode ter os seus contactos abertos - designado por NA (normalmente aberto) - ou pode ter os seus contactos fechados - designado por NF (normalmente fechado). Por vezes a nomenclatura usa NO e NC do inglês normally open e normally closed.

## Usos
Os botões de pressão fazem parte de todo o tipo de dispositivos eléctricos. Em certos casos os botões têm um nome diferente consoante a utilização; são exemplos disso as teclas dos teclados de computadores e as teclas dos instrumentos musicais.
Em algumas aplicações comerciais e industriais um botão pode estar ligado fisicamente por meio de uma articulação mecânica a outro ou outros botões; isto é feito para que o fecho ou a abertura de vários circuitos aconteça em simultâneo, por exemplo, ligar dois motores electricamente separados ou desligar um motor quando um outro é ligado.

## Cores e formatos
O seu formato, tamanho e textura da superfície são de modo a acomodar o dedo humano, mão ou por vezes pé.
Muitas vezes a cor do botão (revestimento visível ao utilizador) é de uma cor específica à função do botão. Exemplos:
- Vermelho: Parar
- Verde: Iniciar
- Amarelo: Pausa

## Símbolos
A tabela seguinte mostra os símbolos definidos pela norma padrão IEC 60617
| NO |
| NC |

## Galeria de imagens

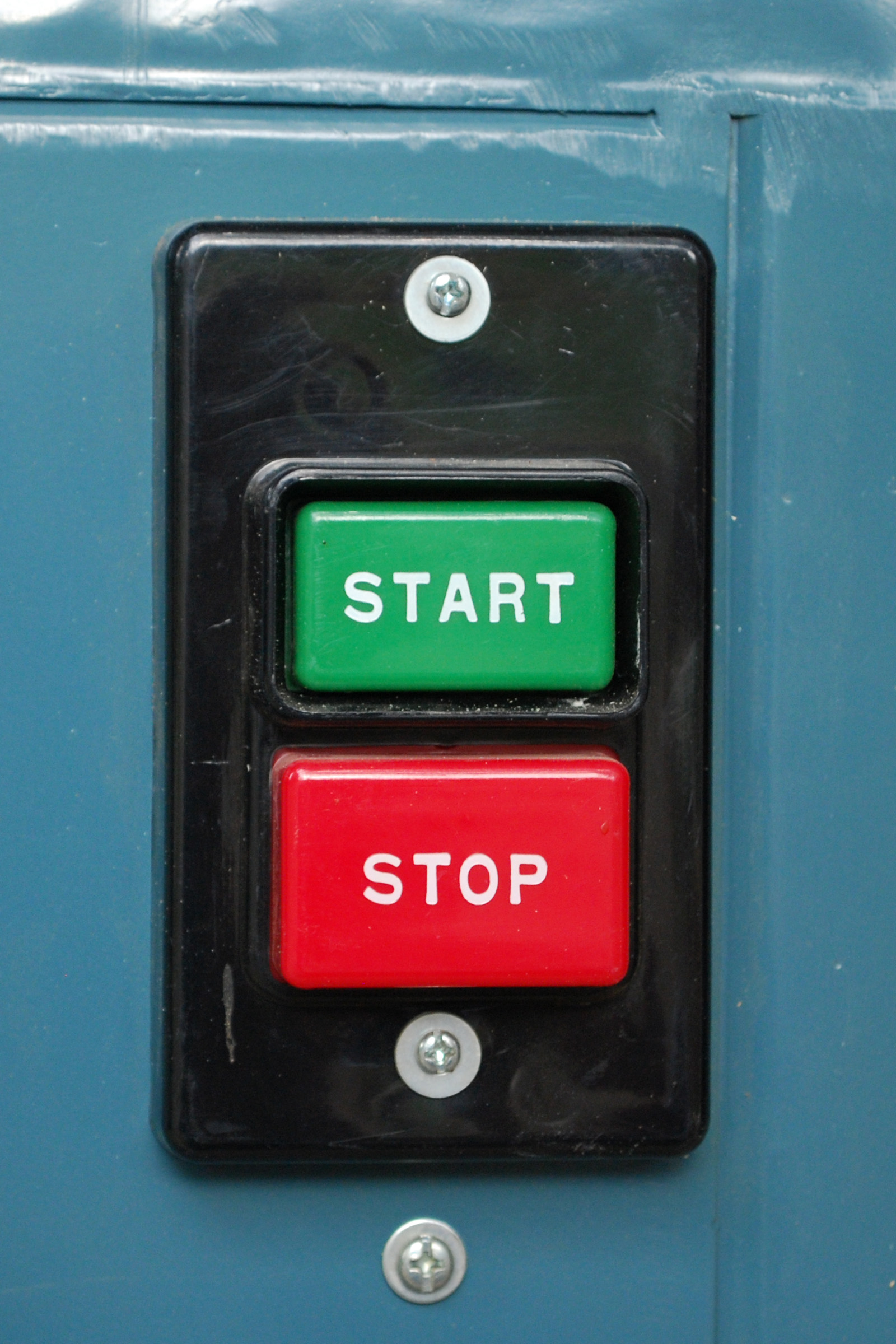
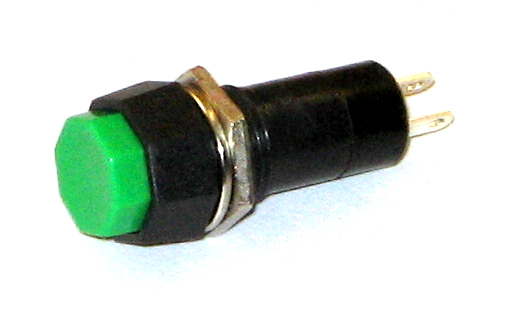
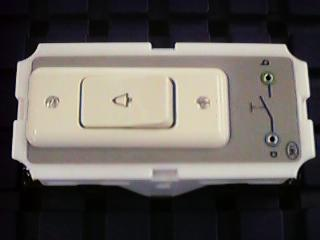
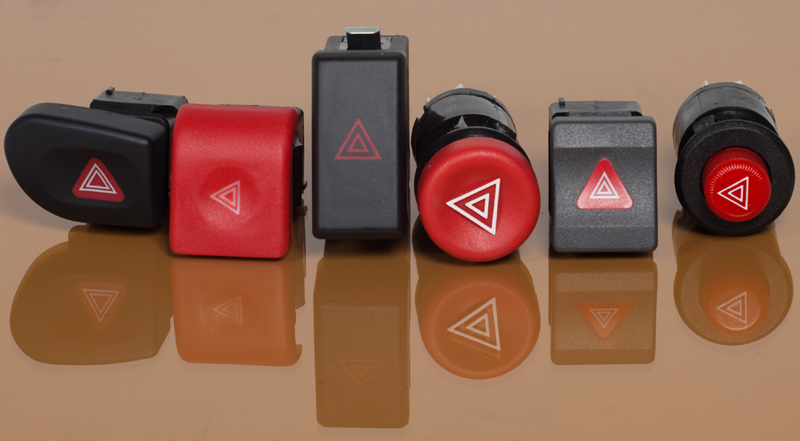
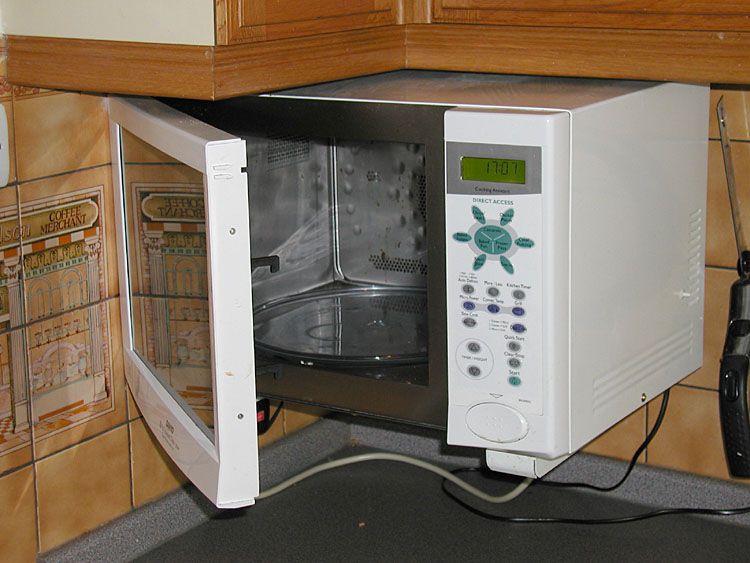
Forno de micro-ondas com um botão mecânico para abrir a porta